# モトゥラロ島
モトゥラロ島（モトゥラロとう、英: Motulalo）はツバルのヌクフェタウ最大の小島である。

## 概要
モトゥラロ島はヌクフェタウ環礁で最も南東に位置し、東西に比べて南北が長い形状をしている。島のすぐ北側にはモトゥロア島 (北)、モトゥフェタウ島、コンゴ・ロト・ラファンガ島、ラファンガ島が順に並んでいる。
ヌクフェタウの伝統的な歴史は、トンガからの襲撃者から環礁を守るために、アリキ（酋長）のタウオサがモトゥラロ島を与えられ、タウオサはヤシの木を引き抜いて襲撃者に投げつけたという。
第二次世界大戦中、アメリカ軍はモトゥラロに飛行場と大型係船岸を建設した。戦後、飛行場は解体され、土地は所有者に戻ったが、滑走路を作るために珊瑚の土台を圧縮したため、この土地はココナッツを育てるのに適した土地になった。